# Locustella
Locustella là một chi chim trong họ Locustellidae.

## Các loài
- Locustella amnicola
- Locustella certhiola
- Locustella fasciolata
- Locustella fluviatilis
- Locustella lanceolata
- Locustella luscinioides
- Locustella naevia
- Locustella ochotensis
- Locustella pleskei